# Município de Homer (condado de Morgan, Ohio)
O município de Homer (em inglês: Homer Township) é um município localizado no condado de Morgan no estado estadounidense de Ohio. No ano de 2010 tinha uma população de 1.058 habitantes e uma densidade populacional de 10,67 pessoas por km².

## Geografia
O município de Homer encontra-se localizado nas coordenadas 39° 30′ 23″ N, 82° 00′ 01″ O. Segundo o Departamento do Censo dos Estados Unidos, o município tem uma superfície total de 99.15 km², da qual 97,48 km² correspondem a terra firme e (1,69 %) 1,68 km² é água.

## Demografia
Segundo o censo de 2010, tinha 1.058 pessoas residindo no município de Homer. A densidade populacional era de 10,67 hab./km².